# Santa Bernadette Soubirous (titolo cardinalizio)
Santa Bernadette Soubirous (in latino Titulus Sanctae Bernardae Soubirous) è un titolo cardinalizio istituito da papa Francesco il 30 settembre 2023. Il titolo insiste sulla chiesa di Santa Bernadette Soubirous, a Colli Aniene, sede di parrocchia eretta il 5 novembre 1975.
Dal 30 settembre 2023 il titolare è il cardinale argentino Ángel Sixto Rossi, S.I., arcivescovo metropolita di Cordoba.

## Titolari
- Ángel Sixto Rossi S.I., dal 30 settembre 2023